# 观音街道
观音镇，是中华人民共和国四川省眉山市彭山区下辖的一个乡镇级行政单位。2019年12月，撤销观音镇和彭溪街道，设立观音街道，以原观音镇和原彭溪街道所属行政区域为观音街道的行政区域。

## 行政区划
观音镇下辖以下地区：
观音铺社区、七一村、曾家村、椿巅村、梓桐村、文昌村、观音村和果园村。